# UTC+5:30
| Ora standard (tot anul) Ora standard (iarna din emisfera nordică) Ora standard (iarna din emisfera sudică) | Regiune maritimă în acest fus orar Ora de vară (vara din emisfera nordică) Ora de vară (vara din emisfera sudică) |

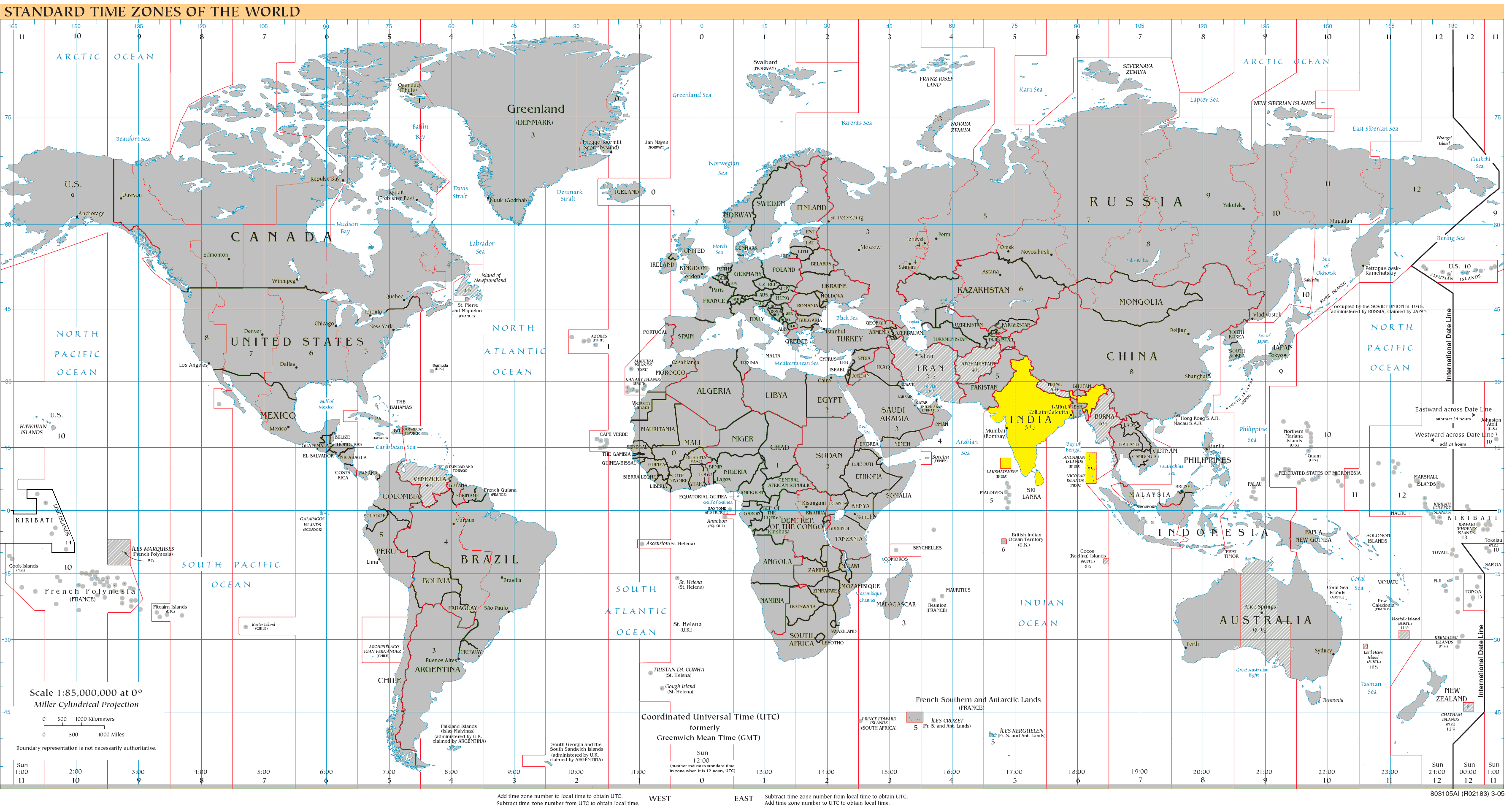
Utilizarea fusului orar UTC+5:30:

UTC+5:30 este un fus orar aflat cu 5 ore și 30 minute înainte UTC. UTC+5:30 este folosit în următoarele țări și teritorii:

## Ora standard (tot anul)
- India
- Sri Lanka

## Istorie
Primul fus orar introdus în India era în 1802 fusul de Madras (Chennai) cu 5:30 ore înainte Observatorului Regal din Greenwich. Din 1884 existau două fuse orare în India; în vestul țării fusul de Bombay (Mumbai) cu 4 ore și 51 minute înainte de ora Greenwich și în estul țării fusul de Calcutta (Kolkata) cu 5 ore, 30 minute și 21 secunde înainte de ora Greenwich. În 1906 fusul orar actual a fost introdus în India. În Calcutta fusul orar veche rămânea valabil până în 1948 și în Bombay fusul de 4:51 ore era valabil până în 1955.
UTC+5:30 este folosită în Sri Lanka din 15 aprilie 2006. Înainte se folosea UTC+6. Cu introducerea noului fus orar Sri Lanka a abloit timpul de vară. 